# Berkshire (Nowy Jork)
Berkshire – miasto w Stanach Zjednoczonych, w stanie Nowy Jork, w hrabstwie Tioga.